# Granville (Frankrijk)
Granville is een stad en gemeente in het departement Manche in Frankrijk. Granville telde op 1 januari 2022 12.799 inwoners die Granvillais(es) worden genoemd. Granville is onderdeel van het arrondissement Avranches.
De historische stad, de Haute-Ville, ligt op een schiereiland op hoogte van 40 meter, is 400 meter lang en 200 meter breed en omgeven door vestingwerken. Centraal ligt de Église Notre-Dame. Op het schiereiland ligt ook het uitzichtpunt Pointe du Roc.
Het leven in de stad draait in hoofdzaak rond de haven, die enigszins beschut gelegen is aan de zuidkant van het schiereiland. Eerst was dat vooral handel, kaapvaart en visserij, later werd het vooral een jachthaven. Granville is nog steeds een belangrijke vissershaven, vooral voor de vangst van schelpdieren. Granville is ook een badplaats met een strand bij de Plat-Gousset-promenadepier en beschikt over een kuuroord voor thalassotherapie. Granville is ook bekend om zijn carnaval.

## Geschiedenis
De versterkte plaats bovenop de rotsen van het schiereiland Cap Lihou werd gesticht door de Engelsen in 1439-1440 tijdens de Honderdjarige Oorlog. Nadat de Engelsen vertrokken waren, maakte koning Karel VII van Frankrijk Granville een versterkte stad. De middeleeuwse omwallingen werden in 1689 grotendeels afgebroken. Tussen 1727 en 1749 werden nieuwe versterkingen rond de stad gebouwd. In die periode werd ook het Logis du Roi, het huis van de gouverneur, gebouwd en werd een nieuwe haven aangelegd.
Vanaf de 16e eeuw werd Granville een belangrijke haven voor de kabeljauwvangst bij Newfoundland en het rivaliseerde zo met Saint-Malo. Uit de ervaren zeevaarders werden ook kapers in dienst van de Franse kroon gekozen. Een van hen was Georges-René Pléville Le Pelley, wiens standbeeld in de stad staat.
In de nacht van 14 op 15 november 1793, tijdens de Opstand in de Vendée, werd de stad aangevallen door een legertroep van katholieke, royalistische opstandelingen. Zij hoopten bij Granville verbinding te maken met een Engelse vloot. Maar toen die niet opdaagde, trokken zij zich terug.
Vanaf 1870, met de aanleg van de spoorweg naar Parijs, werd Granville een badplaats. In 1881 werd het Hôtel des Bains geopend en in 1911 het casino. De Amerikaan Frank Jay Gould was een van de promotoren van de badplaats.

## Geografie
De oppervlakte van Granville bedroeg op 1 januari 2022 9,9 vierkante kilometer; de bevolkingsdichtheid was toen 1.292,8 inwoners per km².
Granville is gelegen op het schiereiland Cotentin aan de monding van de Bosq. Granville ontstond en groeide op een vooruitstekende schistrots, Pointe du Roc (of Cap Lihou), die de baai van Mont-Saint-Michel gedeeltelijk afsluit.
Bestuurlijk zijn de Chausey-eilanden een onderdeel van Granville.
De onderstaande kaart toont de ligging van Granville met de belangrijkste infrastructuur en aangrenzende gemeenten.

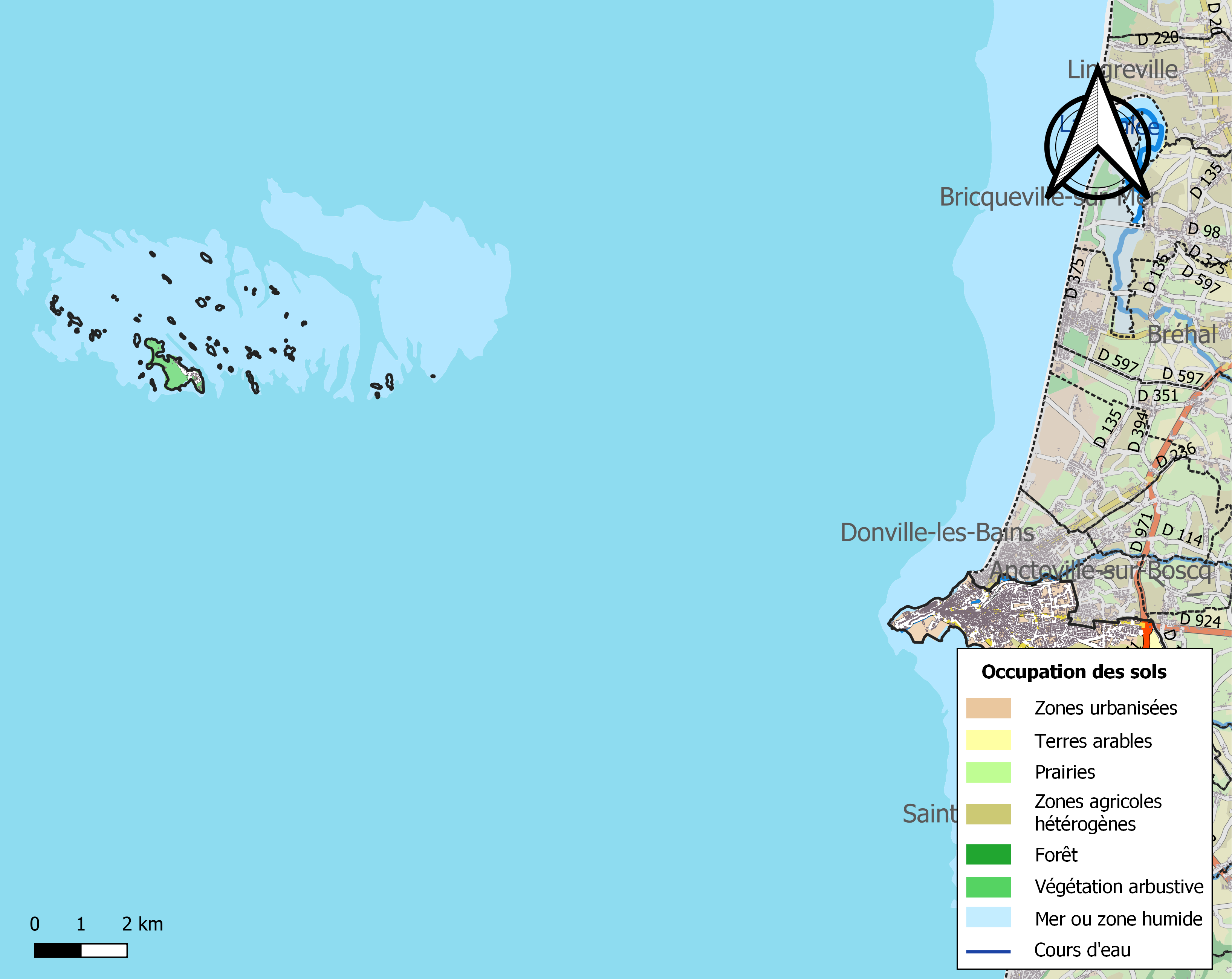

## Demografie
Onderstaande figuur toont het verloop van het inwonertal (bron: INSEE-tellingen).

## Cultuur
Granville wordt weleens het 'Monaco van het Noorden' wordt genoemd. Dit komt door zijn ligging op een rots, maar ook door de graven de Matgnon, waarvan er verschillenden gouverneur van Granville waren. Jacques IV de Goyon de Matignon werd door zijn huwelijk vorst van Monaco als Jacobus I.

### Bezienswaardigheden
De vestingwerken van de Haute-Ville dateren uit de 15e tot de 18e eeuw. Granville was een garnizoensstad met kazernes. De Pont-levis, een stadspoort met ophaalbrug, werd gebouwd tussen 1580 en 1640. Verder staat hier de kerk Notre-Dame-du-Cap-Lihou (17e - 18e eeuw). De kerk was een bedevaartsoord waar een beeld van Maria dat door een visser zou zijn opgevist, werd vereerd. Binnenin zijn er maquettes van boten als ex voto voor zeemannen die ontsnapt zijn aan een schipbreuk en 20e-eeuwse glasramen van Jacques Le Chevallier. In de oude stad staan rijke burgerhuizen uit de 17e en de 18e eeuw. Het theater, voor 1994 het gerechtsgebouw, dateert uit 1828.
Bezienswaardigheden buiten de Haute-Ville zijn het casino met symmetrische torens, geïnspireerd door het casino van Monaco, en het Maison du Guet (1905). 

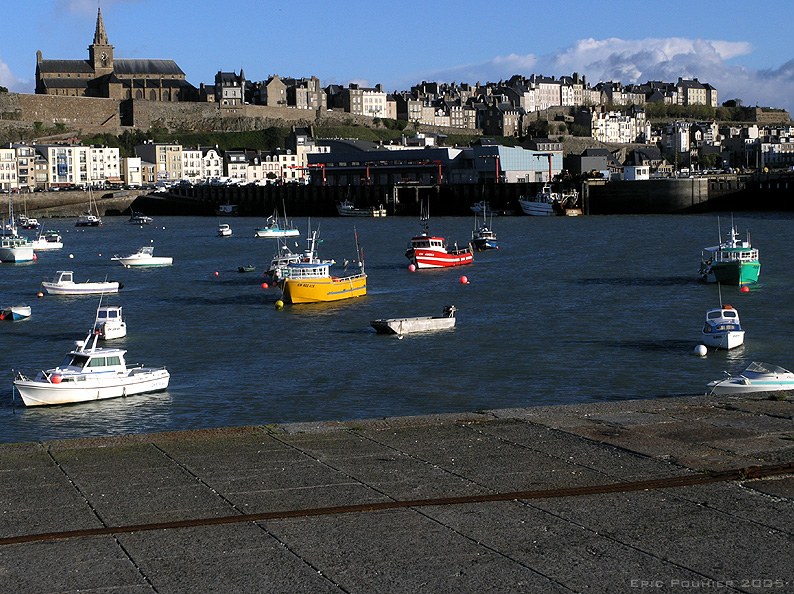
De haven van Granville
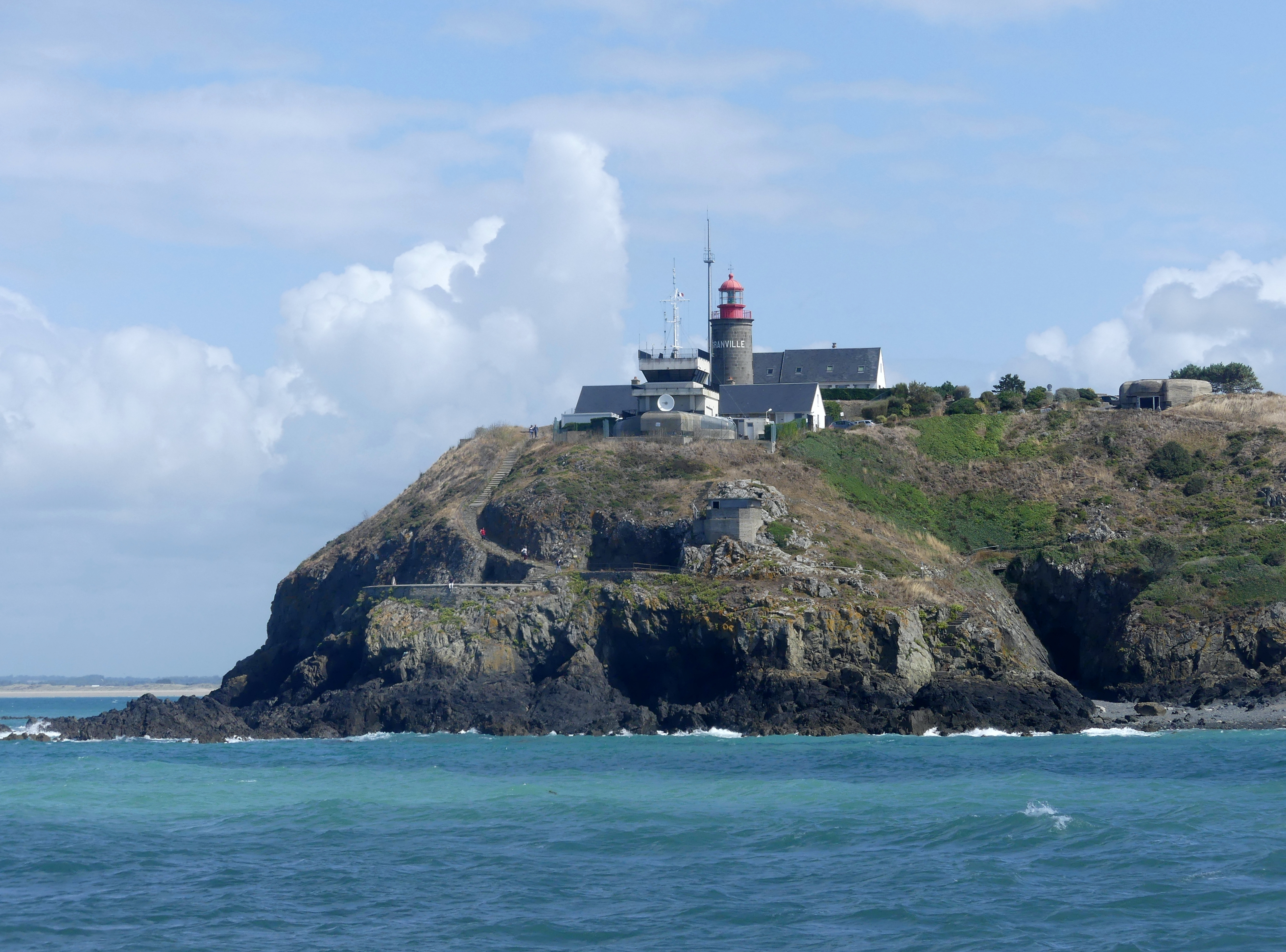
Pointe du Roc
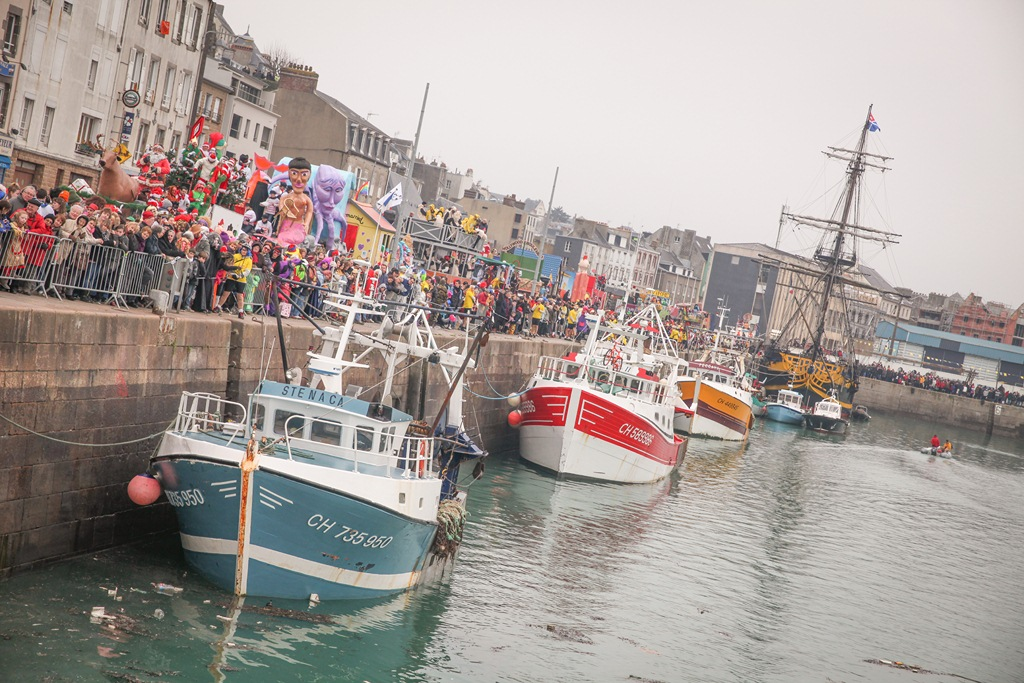
Carnaval
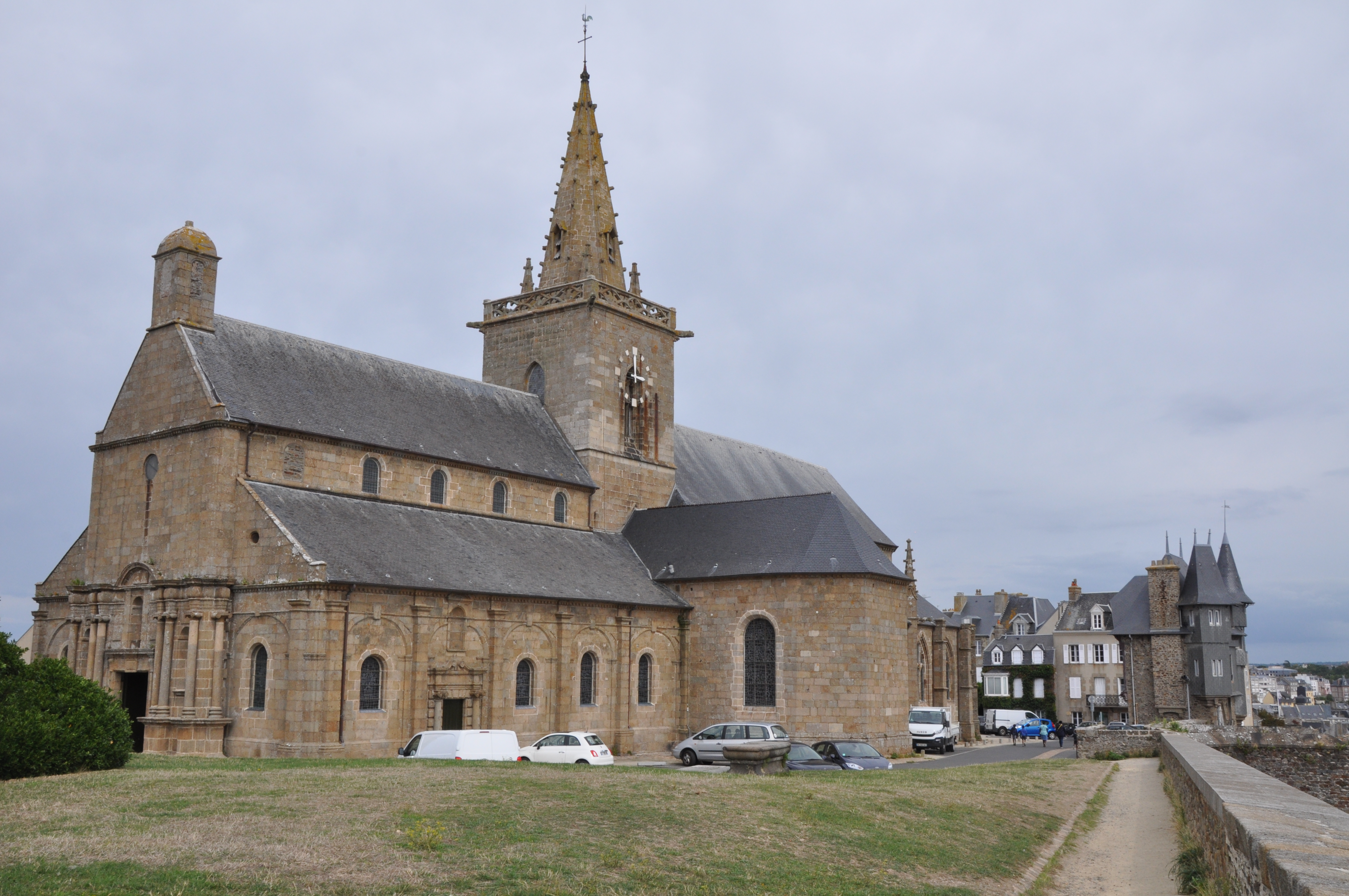
Kerk Notre-Dame-du-Cap-Lihou
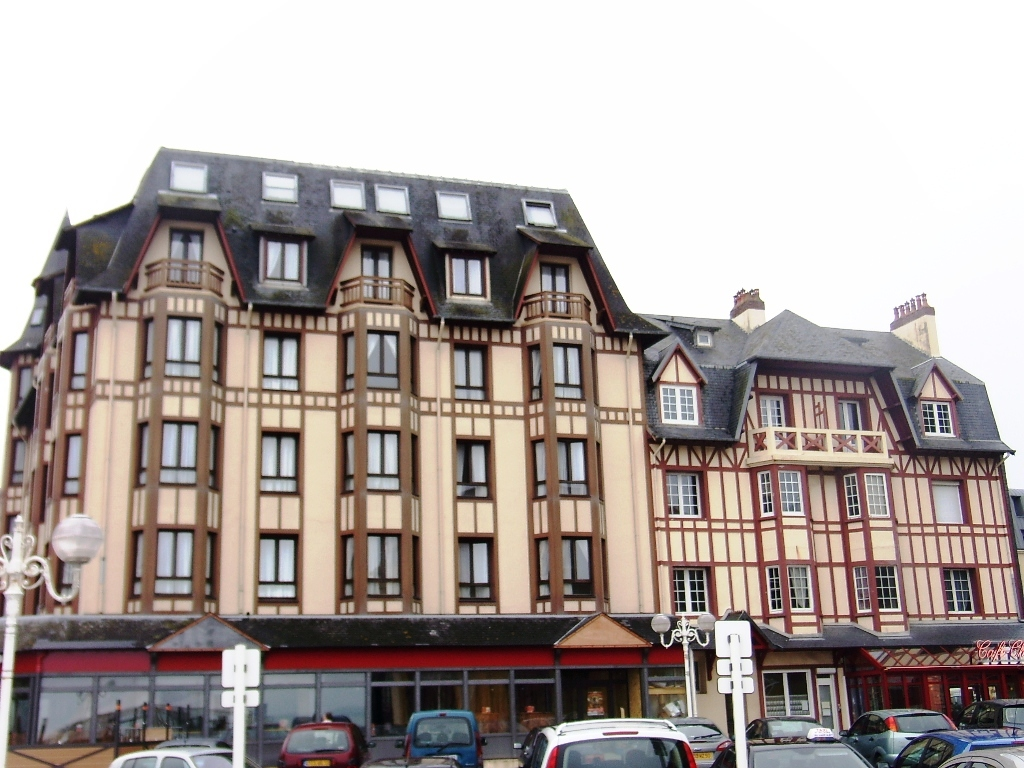
Hôtel des Bains (1881)
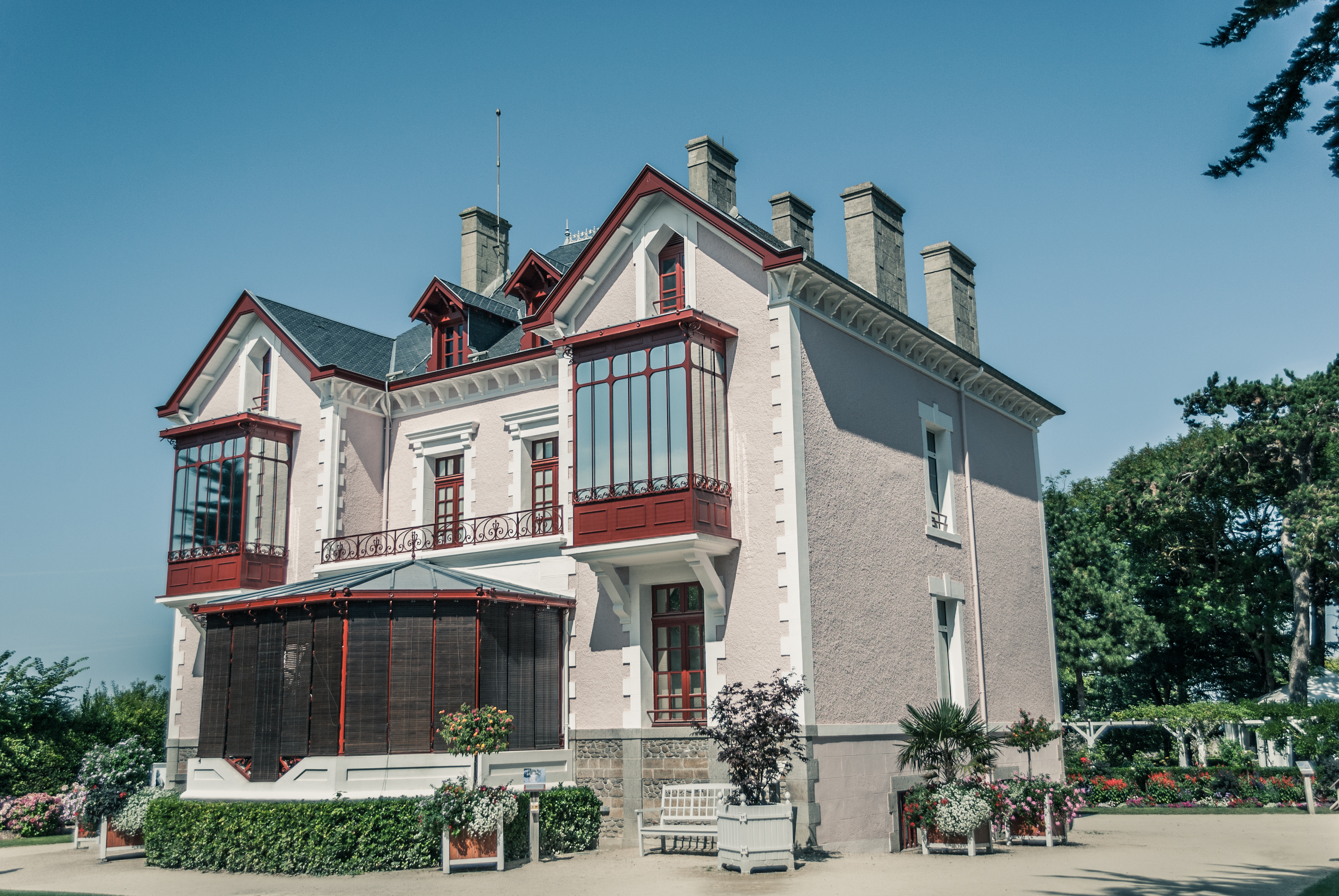
Villa Les Rhumbs / Musée Christian-Dior

### Musea
Als geboortestad van Christian Dior profileert Granville zich toeristisch met de Jardin public Christian-Dior, de Villa Les Rhumbs en het Musée Christian-Dior. De 19-eeuwse Villa Les Rhumbs werd in 1906 gekocht door de familie Dior, die fortuin had gemaakt in de chemische nijverheid, en is de plaats waar Christian Dior opgroeide. Zijn vader Lucien was burgemeester van Granville. De familie Dior moest uit financiële nood de villa aan de gemeente verkopen in 1936. De pergola in de tuin is nog ontworpen door de jonge Christian Dior.
Andere musea zijn:
- Musée d'art et d'histoire
- Musée d'art moderne Richard-Anacréon. Dit museum is gevestigd in een voormalig schoolgebouw en zijn collectie (met werken van Van Dongen, Signac, Utrillo en anderen) komt uit een legaat van verzamelaar Richard Anacréon.

### Carnaval

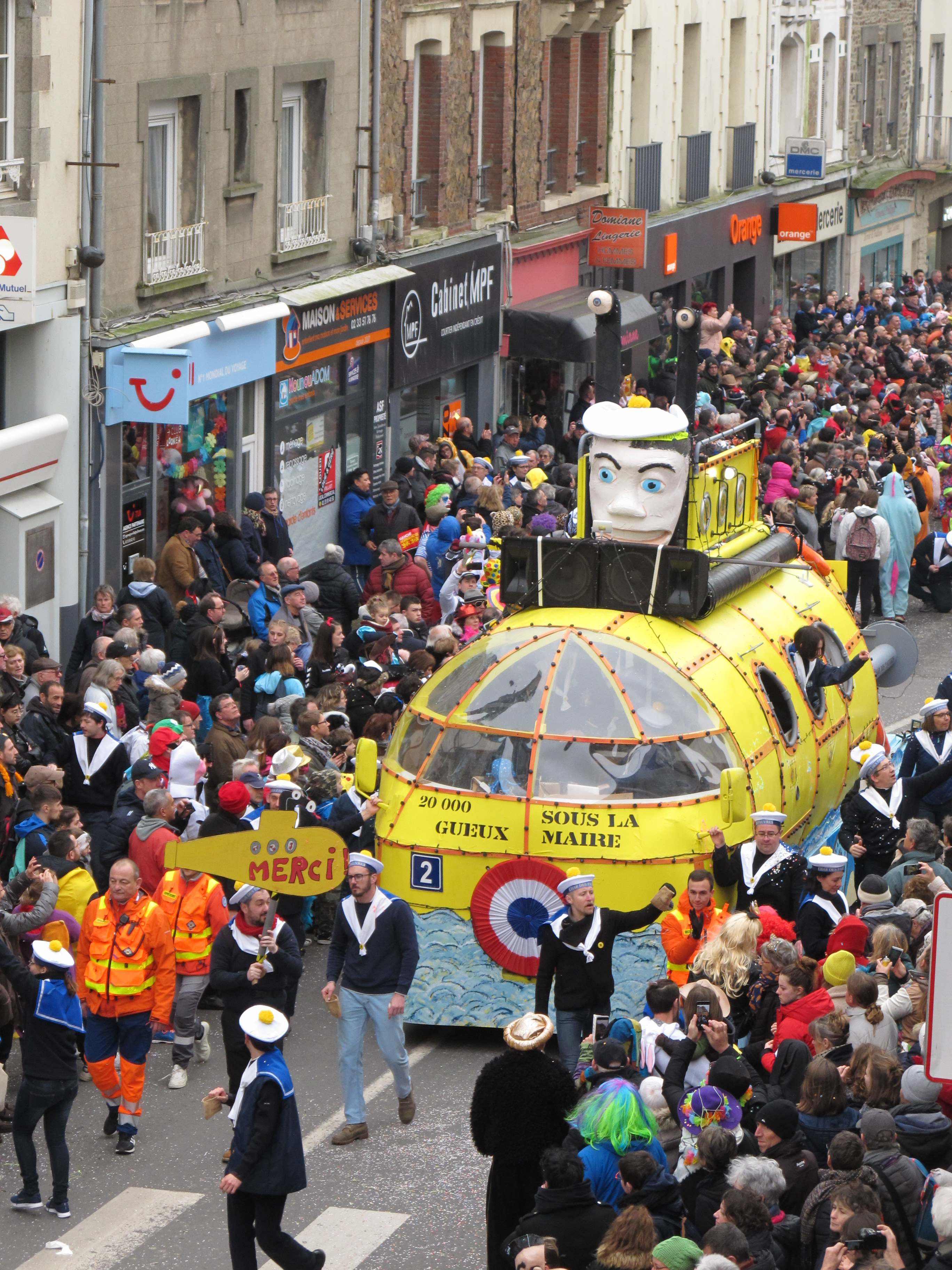
Carnaval van Granville (2020)

Het Carnaval van Granville is nationaal bekend. Het wordt sinds 1874 gevierd.

### Sport
Granville was twee keer etappeplaats in wielerkoers Ronde van Frankrijk. In 1957 werd de Fransman André Darrigade er gehuldigd als ritwinnaar. In 2016 startte er een etappe in Granville.

## Transport
In de gemeente ligt spoorwegstation Granville. De departementale wegen D924, D971 en D973 leiden naar de stad.

## Geboren
- Maurice Denis (1870-1943), schilder
- Christian Dior (1905-1957), couturier
- Jacques Gamblin (1957), acteur
- Johann Lepenant (2002), voetballer